# 해리 포터와 죽음의 성물
《해리 포터와 죽음의 성물》(영어: Harry Potter and the Deathly Hallows)은 영국의 작가 조앤 롤링의 《해리 포터》 시리즈의 일곱 번째 책이다.
영국 서머 타임 기준으로 2007년 7월 21일 0시 1분에 전 세계에서 동시에 발매되었으며, 2007년 2월 1일에 발매 날짜가 공표된 지 몇 시간 만에 아마존닷컴과 반스 앤 노블에서 발매 전 선주문만으로 베스트 셀러에 올랐다. 이 책은 아마존 사상 윈도우 7에 이어 두 번째로 가장 빠르게 팔린 선주문 물품이 되었다.
한국어판은 2007년 11월 12일 1권과 2권이 나왔으며 23일에는 3권이 나왔고, 12월 10일에는 최종판이 출시되었다.
이 책뿐만 아니라 영화도 성공했다.
그러곤 해리의 아들과 친구의 모험이 8권에 나온다.완료

## 줄거리
호그와트의 교장인 위대한 마법사 알버스 덤블도어가 살해를 당한 뒤 마법 세계는 혼란에 빠지고, 마법부 장관 루퍼스 스크림저는 성명을 발표한다. 더즐리 가족들은 불사조 기사단의 말에 따라 해리를 남겨두고 어디론가 떠났으며, 방학 기간 중 불사조 기사단은 해리를 특별 보호하기 위해 해리를 해리의 집에서 위즐리 집으로 데리고 가기 위한 특별 작전을 펼친다. 하지만 호그와트 교장실에 걸려 있는 알버스 덤블도어의 명령으로 스네이프가 볼드모트 군단에게 정보를 넘김으로 인해 죽음을 먹는 자들이 불사조 기사단의 이동 경로에 매복해 있었고, 그로 인해 앨러스터 (매드아이) 무디가 죽고, 조지 위즐리가 귀를 크게 다치는 등 많은 피해를 입는다.
불사조 기사단이 위즐리네 집에서 휴식을 취하던 중 마법부 장관인 루퍼스 스크림저가 위즐리네 집에 방문해 해리, 론, 헤르미온느, 셋에게 알버스 덤블도어가 남긴 유품을 각각 전해 준다. 해리는 퀴디치 경기에서 처음으로 잡았던 골든 스니치를, 론은 주변의 빛을 모을 수 있는 딜루미네이터를, 헤르미온느는 《음유시인 비들 이야기》라는 제목의 책 원본을 받는다. 사실 고드릭 그리핀도르의 검도 해리에게 유품으로 남겨졌지만 그 검은 분실된 상태이고 장관이 덤블도어의 것이 아니라고 말하면서 주지 않는다.
불사조 기사단의 일원인 빌 위즐리와 플뢰르 델라쿠르의 결혼식 피로연 도중, 킹슬리의 패트로누스가 나타나서 죽음을 먹는 자들이 온다고 한다. 그들이 공격을 하자 해리, 론, 헤르미온느는 순간 이동 마법을 사용해 런던 시내(토트넘 코트로드)로 일단 피신한다. 하지만 시내 카페에서도 죽음을 먹는 자들의 공격이 이어지자 이들 셋은 불사조 기사단의 본부로 몸을 숨긴다. 다음 날 이들은 본부에서 레귤러스 블랙의 방을 발견하고, 그가 바로 시리우스 블랙의 동생이며, 볼드모트의 호크룩스 7개 중 하나인 살라자르 슬리데린의 로켓 진품을 가져간 "R.A.B."라는 사실을 알게 된다. 본부 내 창고에 숨어 있던 집요정 크리처를 발견한 후엔 먼덩거스 플레처가 로켓 진품을 훔쳐 갔다는 것 또한 알게 되고, 해리는 크리처에게 먼던구스를 잡아 올 것을 명령한다.
호그와트 새 학기가 시작되고, 마법부는 새 인물들로 개편된다. 장관이 루퍼스 스크림저에서 파이어스 시크니스로 교체되면서 마법부 또한 볼드모트 군단이 장악한다. 해리 포터는 마법부로부터 특별 기피 대상으로 공표된다. 마법부는 또한 머글 출신을 철저히 배척하는 순혈주의 정책을 펼쳐 나간다. 시리우스가의 집요정 크리처와 다이애건 앨리에 있었던 집요정 도비가 함께 다이애건 앨리 내의 암거래 시장에서 활동하던 먼덩거스를 붙잡아 불사조 기사단 본부로 데려오고, 해리 일행은 그를 추궁해 로켓이 마법부 차관 돌로레스 엄브리지의 손으로 넘어갔다는 사실을 알아 낸다. 로켓을 찾기 위해 마법부에 침투하기로 작전을 세운 해리 일행은 마법부 직원 3명을 몰래 납치한 뒤 폴리주스를 이용해 이들로 위장을 한다. 가까스로 침투에 성공한 해리 일행은 엄브릿지의 목에 걸려 있던 로켓을 손에 넣고 도망을 치나 그 과정에서 론이 크게 다친다. 인적이 드문 숲으로 도망친 해리 일행은 어떤 마법으로도 로켓이 파괴되지 않자 실의에 빠진다. 숲, 강가, 버려진 마을 등을 전전하며 장기간의 야영 생활 속에 로켓 파괴 방법을 궁리해 보지만 그 방법을 쉽게 찾지 못하고, 일행 세 명은 다들 피폐해진다. 그러던 중 부상으로 더욱 약해진 론이 해리와 헤르미온느의 관계를 오해한 끝에 이 여정에서 홀로 빠져나온다.
한편 볼드모트는 딱총나무 지팡이 찾기에 열중하는데, 처음에는 지팡이 제조 장인인 개릭 올리밴더를 찾아갔으나 찾지 못했고, 그 다음에는 역시 지팡이 장인 그레고로비치를 찾아갔으나 그것을 어떤 소년에게 도둑맞았다는 사실만을 알게 된다.
볼드모트가 알버스 덤블도어의 무덤을 찾아가 죽음의 성물 3가지 중 하나인 딱총나무 지팡이를 얻고, 세베루스 스네이프가 새 교장이 된 호그와트는 여전히 실의에 빠진 채 침통한 분위기가 이어진다. 해리 포터 일행이 집요정 도비의 도움으로 말포이 저택에서 탈출에 성공하나 그 과정에서 도비가 목숨을 잃어 순간 이동을 한 장소인 빌 위즐리의 바닷가 숙모 집에서 그의 장례를 치른다.
말포이 저택에서 벨라트릭스 레스트레인지가 한 말에 힌트를 얻은 해리는 볼드모트의 호크룩스 7개 중 하나가 그린고트 은행 안에 있는 벨라트릭스 가문의 금고에 있을 것으로 예상한다. 말포이 저택에 갇혀 있다가 함께 탈출에 성공한 고블린 그립훅에게 해리는 벨라트릭스의 금고 안으로 안내해 줄 것을 부탁하며 그가 원하는 그리핀도르의 검을 주기로 약속한다. 한편, 함께 탈출한 지팡이 제조 장인 개릭 올리밴더에게 해리는 말포이 저택에서 얻은 벨라트릭스의 지팡이와 드레이코의 지팡이에 관해 정보를 얻고, 2개 지팡이 중 드레이코의 것이 해리로 주인이 바뀌었다는 것을 알게 된다.
헤르미온느는 폴리주스를 이용하여 벨라트릭스로 변신을 한 뒤 해리, 론, 그립훅과 함께 다이애건 앨리로 순간 이동하여 그린고트 은행 안에 있는 벨라트릭스 금고로 들어간다. 그곳에서 해리 일행은 호크룩스 중 하나인 헬가 후플푸프의 잔을 찾게 되나 그립훅이 그리핀도르의 검을 손에 쥔 채 배신함으로써 궁지에 몰리고, 금고를 지키고 있던 거대한 용을 타고 가까스로 탈출에 성공한다. 탈출 과정에서 순간 볼드모트의 생각을 읽게 된 해리는 또 다른 호크룩스가 호그와트 안에 있으며, 로웨나 레번클로와 관계된 것이란 걸 알게 된다. 호크룩스를 빼앗긴 걸 알게 된 볼드모트는 분노하며 그립훅을 포함한 고블린들을 찾아가 죽인다. 동시에 그리핀도르의 검은 공기 속으로 사라진다.
호그와트에 몰래 잠입하기 위하여 호그스미드에 있는 과자 가게 허니듀스크 안의 지하 비밀 통로를 이용하러 온 해리 일행은 죽음을 먹는 자들에게 쫓기다가 애버포스 덤블도어의 도움을 받고 피신한다. 애버포스는 알버스의 동생이며, 그동안 그가 몰래 해리를 도왔다는 사실을 알게 된다. 또한 그는 그의 집과 호그와트가 서로 연결된 지하 비밀 통로를 안내해 주고, 해리 일행은 통로에서 네빌 롱보텀을 만난다. 호그와트로 돌아온 해리 일행은 네빌이 재조직한 덤블도어의 군대와 조우하고, 교장 스네이프는 호그스미드에 해리가 나타났다는 소식을 들은 뒤 학생들에게 해리를 숨겨 주지 말라고 경고한다. 그때 해리가 나타나고 맥고나걸 교수는 스네이프와 싸우게 된다. 그 과정에서 스네이프는 맥고나걸 교수와 싸우는 척하며 뒤에 있던 죽음을 먹는 자들에게 저주를 걸고 호그와트를 떠난다.
볼드모트가 호그와트 전체에 경고를 하자 맥고나걸 교수가 총지휘하여 방어를 위한 마법과 병력을 배치시키고, 슬리데린 학생들을 지하에 가둔다. 론과 헤르미온느는 당장 그리핀도르의 검이 없기 때문에 대신 바실리스크의 송곳니로 후플푸프의 잔을 부수기 위해 비밀의 방으로 향하고, 해리는 루나의 조언을 듣고 호크룩스로 예상되는 물건이 로웨나 래번클로의 보관이라고 예상하여 그것의 위치를 알 만한 존재인 래번클로 탑의 유령, 즉 로웨나의 딸인 헬레나 래번클로(회색 숙녀)를 찾아간다. 그 사이 볼드모트는 자신의 군대 전체를 이끌고 호그와트로 쳐들어온다. 론과 헤르미온느가 후플푸프의 잔을 부수는 데에 성공할 때 즈음 호그와트의 방어막이 부서지면서 밖에서는 대규모의 전투가 펼쳐지고, 해리는 헬레나의 도움으로 필요의 방에 가서 래번클로의 보관을 찾아낸다. 때마침 필요의 방에 모두 모이게 된 해리 일행과 드레이코 일행 사이에 전투가 펼쳐지고, 해리 일행이 가까스로 화염에서 탈출하면서 바실리스크의 이빨로 래번클로의 보관을 파괴시킨다.
연달아 호크룩스 2개가 파괴되자 부쩍 쇠약해진 볼드모트는 자리를 피하고, 볼드모트와 교감을 한 해리는 또 하나의 호크룩스가 볼드모트의 뱀 내기니인 것과 지금 그가 어디에 있는지를 알게 된다. 딱총나무 지팡이가 말을 잘 듣지 않는다고 여긴 볼드모트는 덤블도어를 직접 죽인 스네이프가 그 지팡이의 주인이 되었기 때문이라고 생각하여 호그와트의 한 곳에서 그를 만나 죽인 뒤 금지된 숲으로 자신의 군대를 잠시 퇴각시키며 사라진다. 이를 몰래 지켜본 해리는 죽어 가는 스네이프에게 다가가 그의 부탁대로 눈물을 받은 뒤 덤블도어 교장실에 있는 펜시브에 가져다 넣고 그의 기억을 봄으로써 또 다른 거대한 진실을 마주하게 된다. 팬시브 속에서 해리는 볼드모트를 죽이기 위해서는 자기 자신이 죽어야 함을 알게 된다. 그리고 스네이프가 자신의 어머니 릴리 포터를 사랑했기에 그녀의 아들인 해리를 보호하려 했음을 알게 된다. 해리는 볼드모트가 요구한 대로 금지된 숲으로 볼드모트를 찾아간다. 볼드모트는 살인 저주 '아바다 케다브라'로 해리를 죽인다. 하지만  볼드모트의 영혼만이 죽고 해리는 되살아난다. 해리의 생사 여부를 알기 위해 다가간 나르시사 말포이는 해리가 살아 있음을 알게되고 드레이코 말포이의 안부를 물어본다. 그 후 나르시사 말포이는 해리가 죽었다고 거짓말 한다. 볼드모트는 해리를 데리고 호그와트에 간다. 그리고 모두가 보는 앞에서 해리가 죽었다고 한다. 모두가 침울해할 때 볼드모트가 네빌이 쓰고 있는 모자를 불태우자 자극을 받아 깨어나고 다시 호그와트 성 안에서 전투가 시작된다. 하지만 이미 많은 죽음을 먹는 자들이 떠난 상태였고 싸움이 끝날 때 즈음 해리와 볼드모트는 단둘이서만 싸움을 하게 된다. 둘이서 팽팽한 싸움을 할 때 네빌이 그리핀도르의 검으로 내기니를 죽이게 되고 해리의 마법(엑스펠리아르무스)이 볼드모트에 다다르면서 볼드모트는 부활한 지 3년 만에 완전히 소멸된다. 해리는 볼드모트가 가져간 딱총나무 지팡이를 가지지 않고 다리에서 부러뜨린 후 아래로 던져버린다.
19년 후 해리는 지니 위즐리와 결혼해 첫째 제임스 시리우스 포터, 둘째 알버스 세베루스 포터, 셋째 릴리 루나 포터를 낳게 된다. 둘째인 알버스가 호그와트에 입학하는 날에 킹스 크로스 승강장에 갔을 때 론과 결혼한 헤르미온느의 자녀인 로즈와 휴고를 발견하고 또 다른 호그와트의 시작을 지켜보게 된다.

## 장별 목록
| 제 1권 1장. Dark Lord Ascending [어둠의 왕, 비상하다] 2장. In Memoriam [추도문] 3장. The Dursleys Departing [떠나는 더즐리 가족] 4장. The Seven Potter [7명의 포터] 5장. Fallen Warrior [쓰러진 전사] 6장. The Ghoul in Pajamas [파자마입은 굴] 7장.The Will of Albus Dumbledore [알버스 덤블도어의 유언장] 8장.The Wedding Ceremony [결혼식] 9장. A Place To Hide [은신처] 10장. Kreacher's Tale [크리처의 이야기] | 제 2권 11장. The Bribe [뇌물] 12장. Magic is Might [마법은 힘이다] 13장. The Muggle-Born Registration Commision [머글태생 등록위원회] 14장. The Thief [도둑] 15장. The Goblin's Revenge [도깨비의 복수] 16장. Godric's Hollow [고드릭 골짜기] 17장. Bathilda's Secret [바틸다의 비밀] 18장. The Life and Lies of Albus Dumbledore [알버스 덤블도어의 삶과 거짓말] 19장. The Silver Doe [은빛 암사슴] |

| 제 3권 20장. Xenophilius Lovegood [제노필리우스 러브굿] 21장. The Tale of The Three Brothers [삼 형제 이야기] 22장. The Deathly Hallows [죽음의 성물] 23장. Malfoy Manor [말포이 저택] 24장. The Wandmaker [지팡이 제작자] 25장. Shell Cottage [셸 코티지] 26장. Gringotts [그린고츠] 27장. The Final Hiding Place [마지막 은닉처] 28장. The Missing Mirror [잃어버린 거울] | 제 4권 29장. The Lost Diadem [사라진 보관] 30장. The Sacking of Severus Snape [세베루스 스네이프의 도주] 31장. The Battle Of Hogwarts [호그와트의 전투] 32장. The Elder Wand [딱총나무 지팡이] 33장. The Prince's Tale [왕자 이야기] 34장. The Forest Again [다시 숲으로] 35장. King's Cross [킹스크로스] 36장. The Flaw in the Plan [구멍난 계획] Epilogue(37장). Nineteen Years Later [19년 후] |